# Hermann Conrad (Rechtshistoriker)
Hermann Conrad (* 21. Oktober 1904 in Köln; † 18. März 1972 in Bonn) war ein deutscher Rechtshistoriker. Seine zweibändige Deutsche Rechtsgeschichte entwickelte sich zu einem Standardwerk.

## Leben
Conrad stammte aus einer Juristenfamilie. Sein Großvater war Oberlandesgerichtsrat, sein Vater Verwaltungsbeamter und Kriegsgerichtsrat. Aufgrund einer Erkrankung erwarb er erst 1925 das Abitur. Anschließend absolvierte er an der Universität Köln das Studium der Rechtswissenschaften, welches er 1928 mit dem Ersten Juristischen Staatsexamen abschloss. Er war ab 1925 Mitglied der katholischen Studentenverbindung VKDSt Eckart Köln und wurde später noch Mitglied der KDStV Bavaria Bonn, beide im CV. Mit der von dem Kanonisten Franz Gescher (1884–1945) betreuten Dissertation Die iurisdictio delegata im römischen und kanonischen Recht wurde er am 11. Februar 1930 an der Universität Köln promoviert. Mit dem 1932 in Berlin erfolgreich abgelegten Zweiten Juristischen Staatsexamen erwarb er die Befähigung zum Richteramt und schloss seine juristische Ausbildung ab. Anschließend folgte eine kurze Tätigkeit als Amtsrichter beim Amtsgericht Köln-Mülheim. 
Von 1932 bis 1937 übte er an der Universität Köln mehrere Assistententätigkeiten aus, unter anderem für die Hochschullehrer Hans Planitz und Hans Carl Nipperdey. Mit einer Arbeit über mittelalterliches Liegenschaftsrecht in Köln wurde er im Jahre 1935 habilitiert. Nach einer Dozentur an der Universität Köln erhielt er verschiedene Lehraufträge an den Universitäten in Rostock, Köln, Freiburg im Breisgau, Lausanne und Genf sowie eine Lehrstuhlvertretung an der Universität Breslau, ohne einen Ruf für eine ordentliche Professur zu erhalten. Zum 1. Mai 1937 trat er der NSDAP bei. Am 1. November 1941 wurde er zum ordentlichen Professor an der Universität Marburg ernannt und übte daneben eine Lehrstuhlvertretung an der Universität Frankfurt am Main aus. 1942 wurde er kurzzeitig als Leiter der Wissenschaftlichen Abteilung an das Deutsche Institut in Paris abkommandiert, um den zur Wehrmacht eingezogenen Karl Heinz Bremer zu ersetzen. Zum 1. Oktober 1948 nahm er einen Ruf an die Universität Bonn an, wo er einen Lehrstuhl für Deutsche Rechtsgeschichte, Bürgerliches Recht, Handelsrecht und Kirchenrecht erhielt. Kurz vor seiner Emeritierung starb Conrad, der unverheiratet geblieben war, im Alter von 67 Jahren an einem Kreislaufversagen nach einer Operation. In seiner am 17. November 1972 an der Universität Bonn gehaltenen Gedenkrede auf Conrad schildert der Rechtshistoriker Karl Siegfried Bader diesen als einen Menschen, „der nach außen eher etwas trocken, wissentlich zurückhaltend oder seelisch verhalten gewirkt habe, hinter dem sich aber ein grundgütiger und eher empfindsamer Charakter verborgen habe“.

## Wissenschaftliches Wirken
Conrads wissenschaftliches Schaffen lässt sich in drei Phasen einteilen. Nachdem er zu Beginn seiner Laufbahn, so auch in seiner Dissertation vor allem kirchenrechtliche Themen bearbeitet hatte, wandte er sich anschließend vor allem Problemen der rheinischen Rechtsgeschichte zu. In der Endphase seines Schaffens nahm Conrad die deutsche Rechtsgeschichte umfassend in den Blick, was schließlich zur Veröffentlichung des breit angelegten zweibändigen Lehrbuchs Deutsche Rechtsgeschichte führte. Vor allem durch dieses Werk hat Conrad bleibende Eindrücke in der Rechtsgeschichtsschreibung hinterlassen. Noch im Jahre 2011 wurde seine Deutsche Rechtsgeschichte in einem unveränderten Nachdruck der Auflagen von 1962 (1. Band) und 1966 (2. Band) neu aufgelegt. Teilweise wurde zu diesem Werk, insbesondere bezüglich des ersten Bandes von Rezensenten kritisch angemerkt, dass Conrad modernen Forschungsentwicklungen wie etwa der stärken Berücksichtigung sozialhistorischer Fragestellungen eher abwehrend gegenübergestanden habe. Das Werk sei daher zu wenig innovativ ausgefallen und beruhe vor allem auf älteren Forschungsergebnissen. Beim Verfassen des zweiten Bandes, der die Rechtsgeschichte, insbesondere die deutsche Verfassungsgeschichte der Neuzeit bis zum Jahre 1806 behandelt, war Conrad hingegen mangels wissenschaftlicher Vorarbeiten zu dieser Epoche darauf angewiesen, den darzustellenden Stoff weitgehend durch eigene Forschungen zu erarbeiten. Die Darstellung der Geschichte des Privatrechts der Neuzeit war für einen dritten Band vorgesehen, der zudem die Rechtsgeschichte des 19. Jahrhunderts behandeln sollte. Zur Fertigstellung des geplanten Schlussbandes kam es jedoch nicht mehr.

## Schriften (Auswahl)
- Die iurisdictio delegata im römischen und kanonischen Recht (1930, Dissertation).
- Liegenschaftsübereignung und Grundbucheintragung in Köln während des Mittelalters (1935, Habilitationsschrift).
- Geschichte der deutschen Wehrverfassung (1939).
- Deutsche Rechtsgeschichte, Band 1: Frühzeit und Mittelalter (1954, 2. Aufl. 1962), Neudruck 2011.
- Deutsche Rechtsgeschichte, Band 2: Neuzeit bis 1806 (1966), Neudruck 2011.